# Apriona irma
Apriona irma är en skalbaggsart som beskrevs av Kriesche 1920. Apriona irma ingår i släktet Apriona och familjen långhorningar. Inga underarter finns listade i Catalogue of Life.